# Ján Palárik

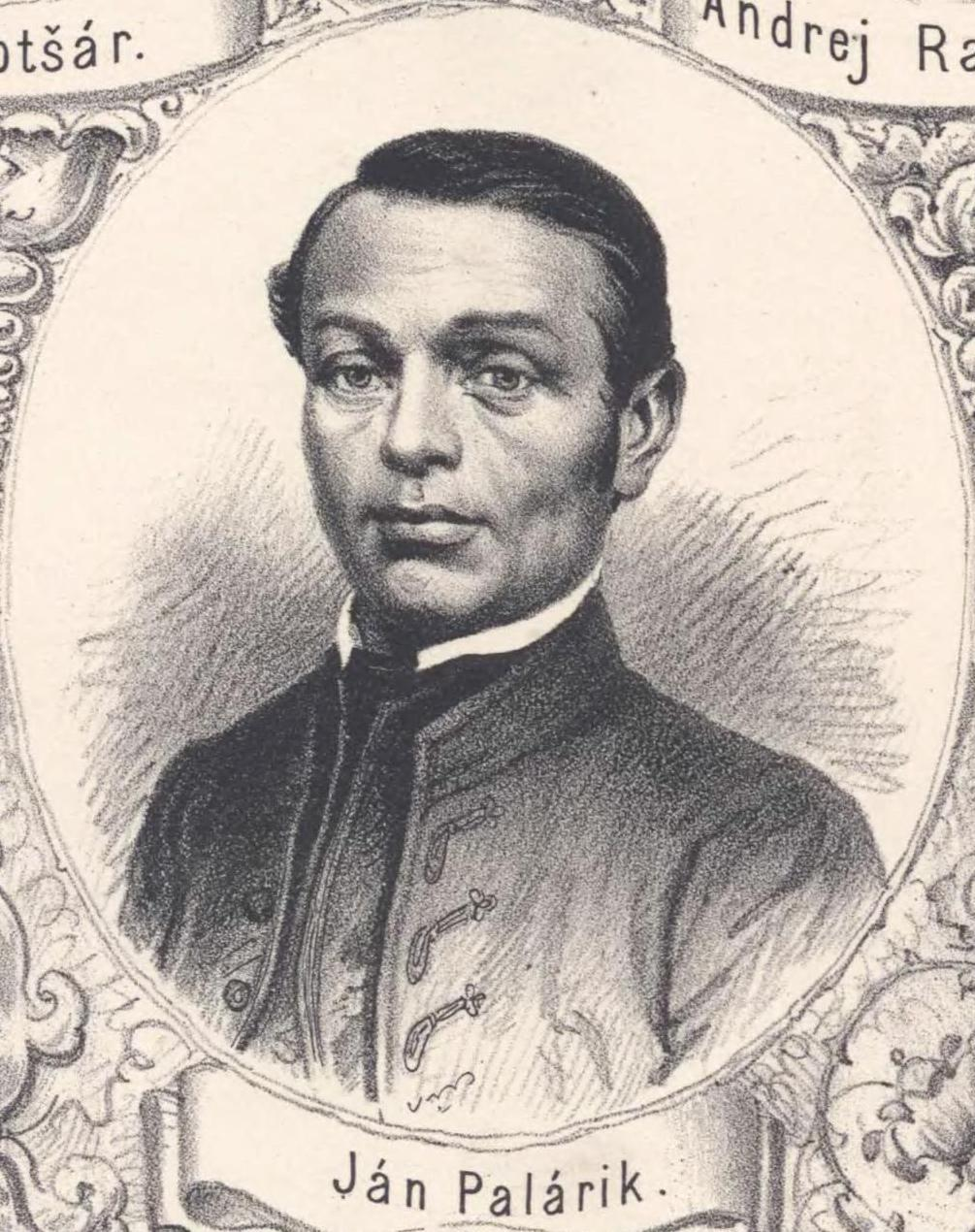
Ján Palárik (1863)

Ján Palárik (* 27. April 1822 in Rakova, Königreich Ungarn; † 7. Dezember 1870 in Matejchov, Königreich Ungarn) war ein slowakischer Dramatiker und Publizist. Er schrieb unter dem Pseudonym Beskydov.

## Leben
Palárik wurde in einer Zimmermann-Familie geboren. Er studierte an den Gymnasien von Sillein und Kecskemét, danach Theologie in Gran, Pressburg und Tyrnau. Nach seiner Weihe war er Kaplan in Starý Tekov, Vindšacht (heute Štiavnické Bane), Schemnitz, Pest und schließlich in Majcichov.

## Werke

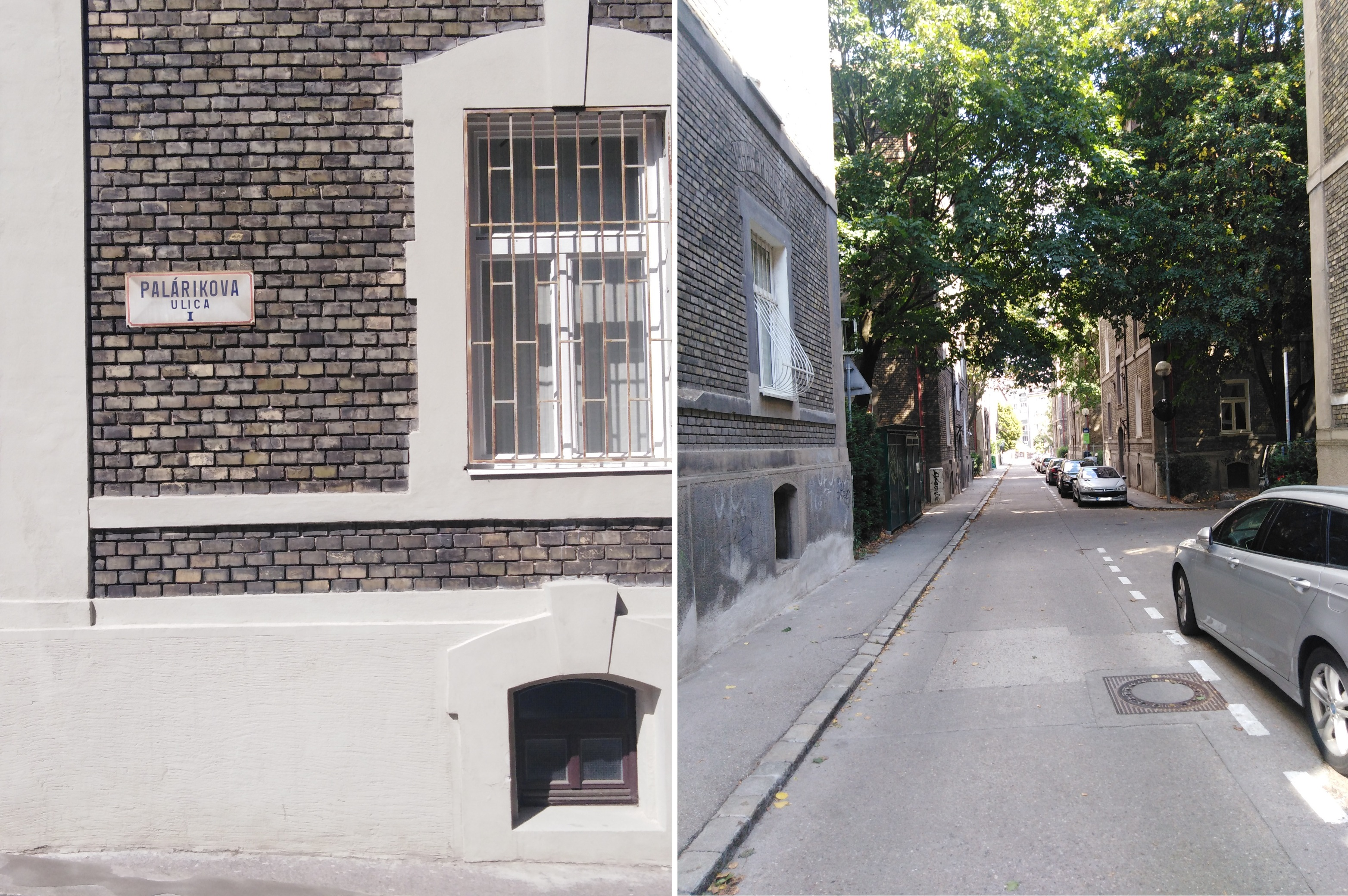
Palarik-Straße

Neben den unten angegebenen Werken hat Palárik auch die Zeitschrift Cyrill a Metod herausgegeben und verfasste Artikel sowie Lehrbücher (Religion, Lesebücher, Grammatik) für slowakische Schulen.
- 1852 – Ohlas pravdy v záležitosti spisovné reči slovenské, Broschüre
- 1855–56 – Spisy pre mládež
- 1858 – Concordia, Almanach
- 1858 – Inkognito, Komödie
- 1860 – Drotár („Drahtbinder“), Komödie
- 1860 – Dôležitosť dramatickej národnej literatúry („Die Wichtigkeit der dramatischen Nationalliteratur“), Artikel
- 1862 – Zmierenie alebo Dobrodružstvo pri obžinkoch („Versöhnung oder ein Erntefest-Abenteuer“), Komödie
- 1871 – Dimitrij Samozvanec, Tragödie (post mortem)